# DICE
DICE es una desarrolladora de videojuegos sueca, filial de Electronic Arts. La compañía es conocida por desarrollar videojuegos como la serie Battlefield y Mirror's Edge.

## Historia
Digital Illusions CE nació de un demo group llamado The Silents, cuyos miembros provenían de las pequeñas localidades de Alvesta y Växjö en Suecia.
Por un periodo de tiempo, cuando los empleados aún estudiaban en la Växjö University, la oficina de la empresa era un pequeño dormitorio. En ese tiempo la empresa desarrolló exitosos juegos de pinball para Amiga 500, como Pinball Dreams, Pinball Fantasies y Pinball Illusions.
En 1998 la empresa fue registrada en la bolsa de comercio sueca y desde ese momento ha experimentado una tremenda expansión. Aunque Codename Eagle tuvo un éxito relativo, el mayor éxito de DICE fue el lanzamiento de Battlefield 1942 y sus secuelas y expansiones. La serie Battlefield hizo crecer su popularidad. En 2004 el valor de la empresa fue estimado en aproximadamente US$55 millones.

## Expansión
En enero del 2000, la empresa compró el estudio Refraction Games y el 90% de Synergenix Interactive. A esto se sumó la compra de Sandbox Studios en marzo de 2001.

## Adquisición de EA
En noviembre de 2004, Electronic Arts anunció sus intenciones de compra de todas las acciones de Digital Illusions a un precio de 61 coronas suecas (SEK) por acción. Los asesores del directorio de Digital Illusions recomendaron a los accionistas aceptar la oferta. Electronic Arts poseía el 62% de Digital Illusions el 31 de marzo de 2005.
El 17 de marzo de 2006 DICE emitió un comunicado en el que informaba su fusión con Electronic Arts. Los accionistas recibieron 67,5 SEK por acción. La fusión fue formalmente aceptada por los accionistas en la junta anual del 24 de mayo, aunque EA ya poseía la mayoría de las acciones.
El 2 de octubre de 2006 EA completó la adquisición de 2,6 millones de acciones por un precio de 175,5 millones SEK. DICE se convirtió en un estudio de EA, y el CEO Patrick Soderlund fue contratado como Mánager General de EA Studios. DICE Canada fue cerrada tras la compra por parte de EA.

## Juegos desarrollados
| Año  | Título                                    | Plataforma(s)                                                                | Notas                                                 |
| ---- | ----------------------------------------- | ---------------------------------------------------------------------------- | ----------------------------------------------------- |
| 1992 | Pinball Dreams                            | Amiga, Super Nintendo                                                        |                                                       |
| 1992 | Pinball Fantasies                         | Amiga, MS-DOS, Super Nintendo                                                |                                                       |
| 1994 | Amiganoid                                 | Amiga                                                                        |                                                       |
| 1994 | Benefactor                                | Amiga                                                                        |                                                       |
| 1994 | Hardcore                                  | Sega Genesis / MegaDrive                                                     | Finalizado pero cancelado.                            |
| 1995 | Pinball Illusions                         | Amiga, MS-DOS                                                                |                                                       |
| 1997 | True Pinball                              | PlayStation, Sega Saturn                                                     |                                                       |
| 1997 | S40 Racing                                | Microsoft Windows                                                            |                                                       |
| 1998 | Motorhead                                 | Microsoft Windows, PlayStation                                               |                                                       |
| 1999 | STCC                                      | Microsoft Windows                                                            |                                                       |
| 2000 | STCC 2                                    | Microsoft Windows                                                            |                                                       |
| 2000 | Michelin Rally Masters: Race of Champions | Microsoft Windows                                                            |                                                       |
| 2000 | NASCAR Heat                               | PlayStation                                                                  | En colaboración con Monster Games.                    |
| 2001 | Matchbox Emergency Patrol                 | Microsoft Windows                                                            |                                                       |
| 2001 | JumpStart Wildlife Safari Field Trip      | PlayStation                                                                  |                                                       |
| 2001 | JumpStart Dino Adventure Field Trip       | Game Boy Color                                                               |                                                       |
| 2001 | Diva Starz: Mall Mania                    | Game Boy Color                                                               |                                                       |
| 2001 | Shrek                                     | Xbox                                                                         |                                                       |
| 2002 | RalliSport Challenge                      | Microsoft Windows, Xbox                                                      |                                                       |
| 2002 | Pryzm: Chapter One - The Dark Unicorn     | PlayStation 2                                                                |                                                       |
| 2002 | Battlefield 1942                          | Microsoft Windows, Macintosh                                                 |                                                       |
| 2002 | Shrek Extra Large                         | GameCube                                                                     |                                                       |
| 2002 | V8 Challenge                              | Microsoft Windows                                                            |                                                       |
| 2003 | Battlefield 1942: The Road to Rome        | Microsoft Windows, Macintosh                                                 | Pack expansión para Battlefield 1942.                 |
| 2003 | Midtown Madness 3                         | Xbox                                                                         |                                                       |
| 2003 | Battlefield 1942: Secret Weapons of WWII  | Microsoft Windows, Macintosh                                                 | Pack expansión para Battlefield 1942.                 |
| 2004 | Battlefield Vietnam                       | Microsoft Windows                                                            |                                                       |
| 2004 | RalliSport Challenge 2                    | Xbox                                                                         |                                                       |
| 2005 | Battlefield 2                             | Microsoft Windows                                                            |                                                       |
| 2005 | Battlefield 2: Modern Combat              | PlayStation 2, Xbox, Xbox 360                                                |                                                       |
| 2005 | Battlefield 2: Special Forces             | Microsoft Windows                                                            | Pack expansión para Battlefield 2.                    |
| 2006 | Battlefield 2: Euro Force                 | Microsoft Windows                                                            | Pack booster para Battlefield 2.                      |
| 2006 | Battlefield 2: Armored Fury               | Microsoft Windows                                                            | Pack booster para Battlefield 2.                      |
| 2006 | Battlefield 2142                          | Microsoft Windows, Mac OS X                                                  |                                                       |
| 2007 | Battlefield 2142: Northern Strike         | Microsoft Windows, Mac OS X                                                  | Pack booster para Battlefield 2142.                   |
| 2008 | Battlefield: Bad Company                  | PlayStation 3, Xbox 360                                                      |                                                       |
| 2008 | Mirror's Edge                             | Microsoft Windows, PlayStation 3, Xbox 360, iOS                              |                                                       |
| 2009 | Battlefield Heroes                        | Microsoft Windows                                                            | En colaboración con Easy Studios; Descarga gratuita.  |
| 2009 | Battlefield 1943                          | Xbox 360 (XBLA), PlayStation 3 (PSN)                                         |                                                       |
| 2010 | Battlefield: Bad Company 2                | Microsoft Windows, PlayStation 3, Xbox 360, iOS                              |                                                       |
| 2010 | Need for Speed: Hot Pursuit               | Microsoft Windows, PlayStation 3, Wii, Xbox 360, iOS, Android, Windows Phone | En colaboración con Criterion Games.                  |
| 2010 | Battlefield Online                        | Microsoft Windows                                                            | En colaboración con Neowiz Games; Descarga gratuita.  |
| 2010 | Medal of Honor                            | Microsoft Windows, PlayStation 3, Xbox 360                                   | Desarrolló solamente el aspecto multijugador.         |
| 2010 | Battlefield: Bad Company 2: Vietnam       | Microsoft Windows, PlayStation 3, Xbox 360                                   | Pack expansión para Battlefield: Bad Company 2.       |
| 2011 | Battlefield Play4Free                     | Microsoft Windows                                                            | En colaboración con Easy Studios; Descarga gratuita.  |
| 2011 | Battlefield 3                             | Microsoft Windows, PlayStation 3, Xbox 360, iOS                              |                                                       |
| 2011 | Battlefield 3: Back to Karkand            | Microsoft Windows, PlayStation 3, Xbox 360                                   | Pack expansión para Battlefield 3.                    |
| 2012 | Battlefield 3: Close Quarters             | Microsoft Windows, PlayStation 3, Xbox 360                                   | Pack expansión para Battlefield 3.                    |
| 2012 | Battlefield 3: Armored Kill               | Microsoft Windows, PlayStation 3, Xbox 360                                   | Pack expansión para Battlefield 3.                    |
| 2012 | Battlefield 3: Aftermath                  | Microsoft Windows, PlayStation 3, Xbox 360                                   | Pack expansión para Battlefield 3.                    |
| 2013 | Battlefield 3: End Game                   | Microsoft Windows, PlayStation 3, Xbox 360                                   | Pack expansión para Battlefield 3.                    |
| 2013 | Battlefield 4                             | Microsoft Windows, PlayStation 3, PlayStation 4, Xbox 360, Xbox One          |                                                       |
| 2013 | Battlefield 4: China Rising               | Microsoft Windows, PlayStation 3, PlayStation 4, Xbox 360, Xbox One          | Pack expansión para Battlefield 4.                    |
| 2014 | Battlefield 4: Second Assault             | Microsoft Windows, PlayStation 3, PlayStation 4, Xbox 360, Xbox One          | Pack expansión para Battlefield 4.                    |
| 2014 | Battlefield 4: Naval Strike               | Microsoft Windows, PlayStation 3, PlayStation 4, Xbox 360, Xbox One          | Pack expansión para Battlefield 4.                    |
| 2014 | Battlefield 4: Dragon's Teeth             | Microsoft Windows, PlayStation 3, PlayStation 4, Xbox 360, Xbox One          | Pack expansión para Battlefield 4.                    |
| 2014 | Battlefield 4: Final Stand                | Microsoft Windows, PlayStation 3, PlayStation 4, Xbox 360, Xbox One          | Pack expansión para Battlefield 4.                    |
| 2015 | Battlefield Hardline                      | Microsoft Windows, PlayStation 3, PlayStation 4, Xbox 360, Xbox One          | Desarrolló solamente el aspecto multijugador.         |
| 2015 | Star Wars: Battlefront                    | Microsoft Windows, PlayStation 4, Xbox One                                   |                                                       |
| 2016 | Mirror's Edge Catalyst                    | Microsoft Windows, PlayStation 4, Xbox One                                   |                                                       |
| 2016 | Battlefield 1                             | Microsoft Windows, PlayStation 4, Xbox One                                   |                                                       |
| 2017 | Star Wars: Battlefront II                 | Microsoft Windows, PlayStation 4, Xbox One                                   | En colaboración con Criterion Games y Motive Studios. |
| 2018 | Battlefield V                             | Microsoft Windows, PlayStation 4, Xbox One                                   |                                                       |
| 2021 | Battlefield 2042                          | Microsoft Windows, PlayStation 4, PlayStation 5, Xbox One, Xbox Series X/S   |                                                       |